# Wenche Foss
Pour les articles homonymes, voir Foss.
Wenche Foss, nom de scène d'Eva Wenche Steenfeldt Stang, née le 5 décembre 1917 à Christiania (Norvège) et morte le 28 mars 2011 à Oslo (Norvège), est une actrice norvégienne.

## Filmographie partielle

### Au cinéma
- 1940 : Tørres Snørtevold : Frøken Thorsen
- 1942 : Den farlige leken
- 1942 : En herre med bart : Cecilie, hans kone
- 1942 : Jeg drepte! : Liv Bøhmer
- 1945 : Rikard Nordraak : Louise Lund
- 1946 : Et spøkelse forelsker seg
- 1948 : Trollfossen
- 1951 : Kranes konditori : Elise Gjør
- 1952 : Det kunne vært deg : Ingrid
- 1953 : Ung frue forsvunnet : Tore Haug, kriminalkonstabel
- 1953 : Brudebuketten : En bardame
- 1954 : Portrettet : Sosse Laurantzon, fru skipsreder
- 1959 : Herren og hans tjenere d'Arne Skouen : Fru Helmer
- 1959 : Støv på hjernen : Edna Grindheim
- 1962 : Tonny : Tonnys mor
- 1963 : Vildanden : Gina Ekdal
- 1963 : Om Tilla : Chief Physician
- 1963 : Episode : Moren
- 1966 : Afrikaneren : Mrs Vasser
- 1970 : Operasjon V for vanvidd : Justisministeren
- 1970 : Song of Norway : Mrs. Hagerup
- 1974 : Bør Børson Jr. : Baronessen
- 1975 : Flåklypa Grand Prix(Grand Prix Pignon-sur-Roc) : Enkefru Stengelføhn-Glad (voix)
- 1980 : Liv og død : Fru Bergmann
- 1981 : Julia Julia : Fru Åstrøm
- 1982 : Leve sitt liv : Victoria Lund
- 1983 : Åpen framtid : Hybelvertinne
- 1985 : Adjø solidaritet : Mor til Atle
- 1987 : På stigende kurs : Rogers svigermor
- 1988 : Begynnelsen på en historie : Tante Ally
- 1993 : Gull og grønne skoger : Tora
- 1998 : Solan, Ludvig og Gurin med reverompa : Enkefru Stengelføhn-Glad (voix)
- 2000 : Ballen i øyet : Old Lady
- 2002 : I Am Dina : Mistress Karen
- 2002 : Musikk for bryllup og begravelser : Lisa
- 2011 : In the Last Moment : Old Woman
- 2011 : Utpressing for nybegynnere : Mormor